# Dramaturgie

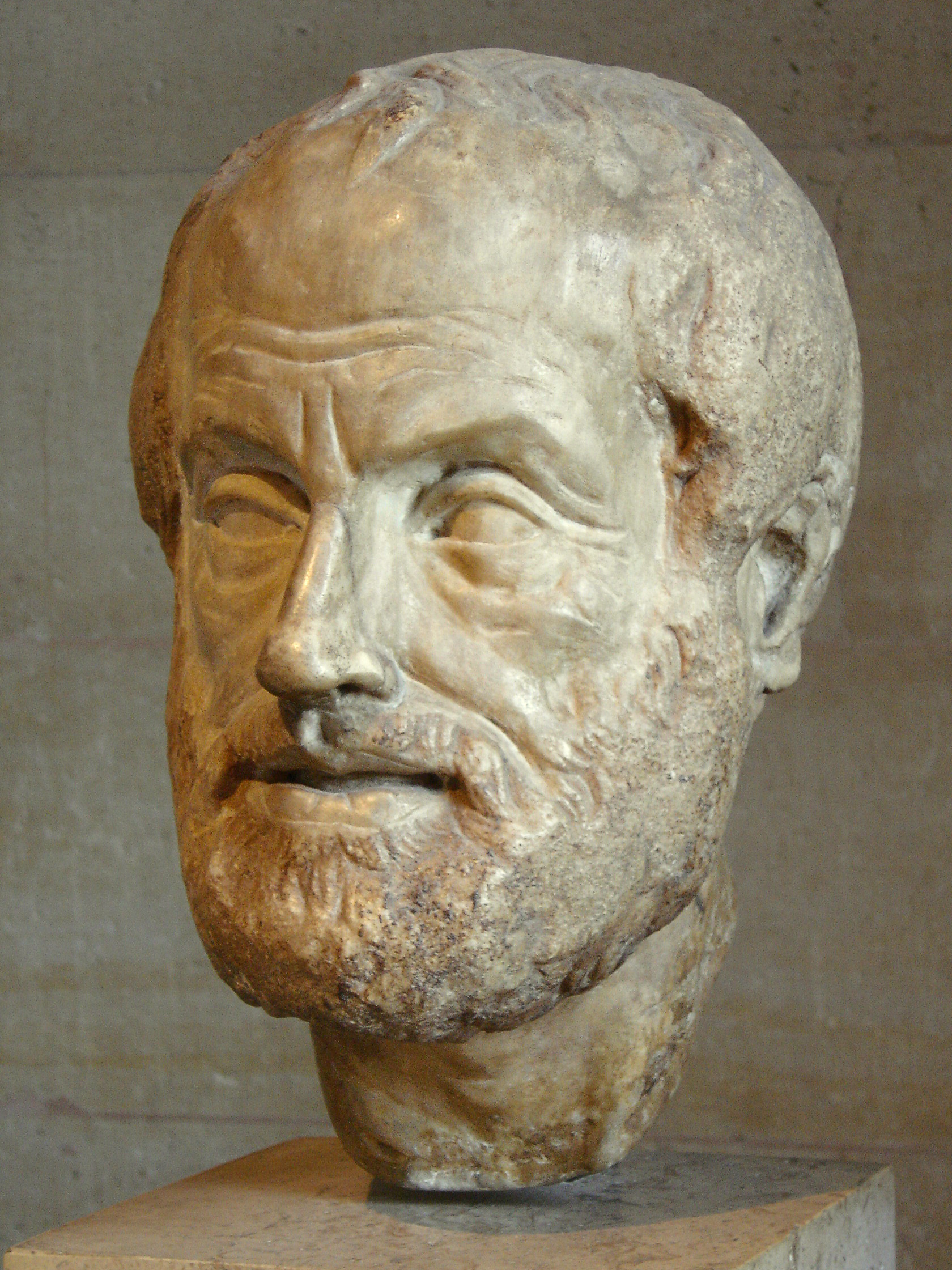
Aristoteles

De dramaturgie is de leer die het theaterspel bestudeert en beschrijft. Ook is het in praktische zin de toepassing van de leer in het proces van het maken van een toneelspel.
De klassieke dramaturgie stoelt op de inzichten van vooral Aristoteles en heeft nauwe banden met de literatuur en de klassieke muziek.
De betekenis van de dramaturgie en de invulling daarvan door de dramaturg zijn nauw met elkaar verbonden. Daarnaast is dramaturgie niet alleen persoonsgebonden aan de dramaturg, maar is dramaturgie ook afhankelijk van de combinatie van de dramaturg met de regisseur. Je zou kunnen zeggen dat elke situatie in het theater een andere dramaturgie en daarmee dramaturg nodig heeft.
Dramaturgische benaderingen zijn ook buiten het toneelspel gehanteerd; in (academisch) onderzoek op het gebied van de marketing van diensten worden soms interacties tussen dienstverlener en klant op dramaturgische wijze beschreven.